# Rubus arcticus
Малина арктична (Rubus arcticus) — вид рослини родини Розові.

## Назва
В англійській мові має назву «пламбой» (англ. plumboy), «арктична ожина» (англ. Arctic bramble).

## Будова
Шкірясте складне листя 12-35 см має бронзовий відблиск. Край листочків зубчастий. Одинокі яскраві рожеві чи червонясті квіти з 5 пелюстками та багатьма тичинками має 12-15 см в діаметрі. Плоди схожі на ожину 12 мм.

## Поширення та середовище існування
Як і більшість арктичних видів росте циркумполярно у північних частинах Америки, Європи та Азії (Канада; Естонія; Фінляндія; Республіка Корея; Литва; Монголія; Норвегія; Російська Федерація; Швеція; Об'єднане Королівство; Сполучені Штати).

## Практичне використання
Ягоди цієї малини дуже смачні. Сам Карл Лінней називав її великим делікатесом у «Flora Lapponica» (1737). З неї готують варення та чаї.

## Галерея

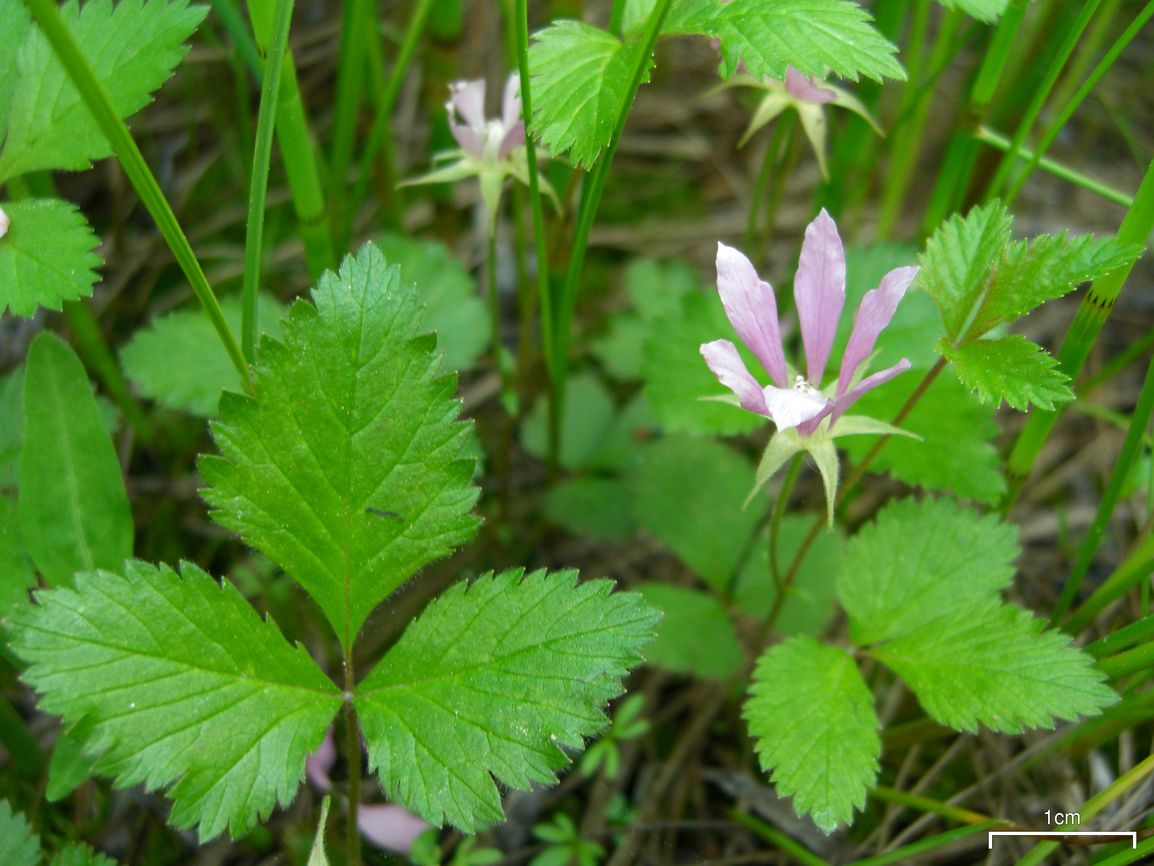
Листя і квітка
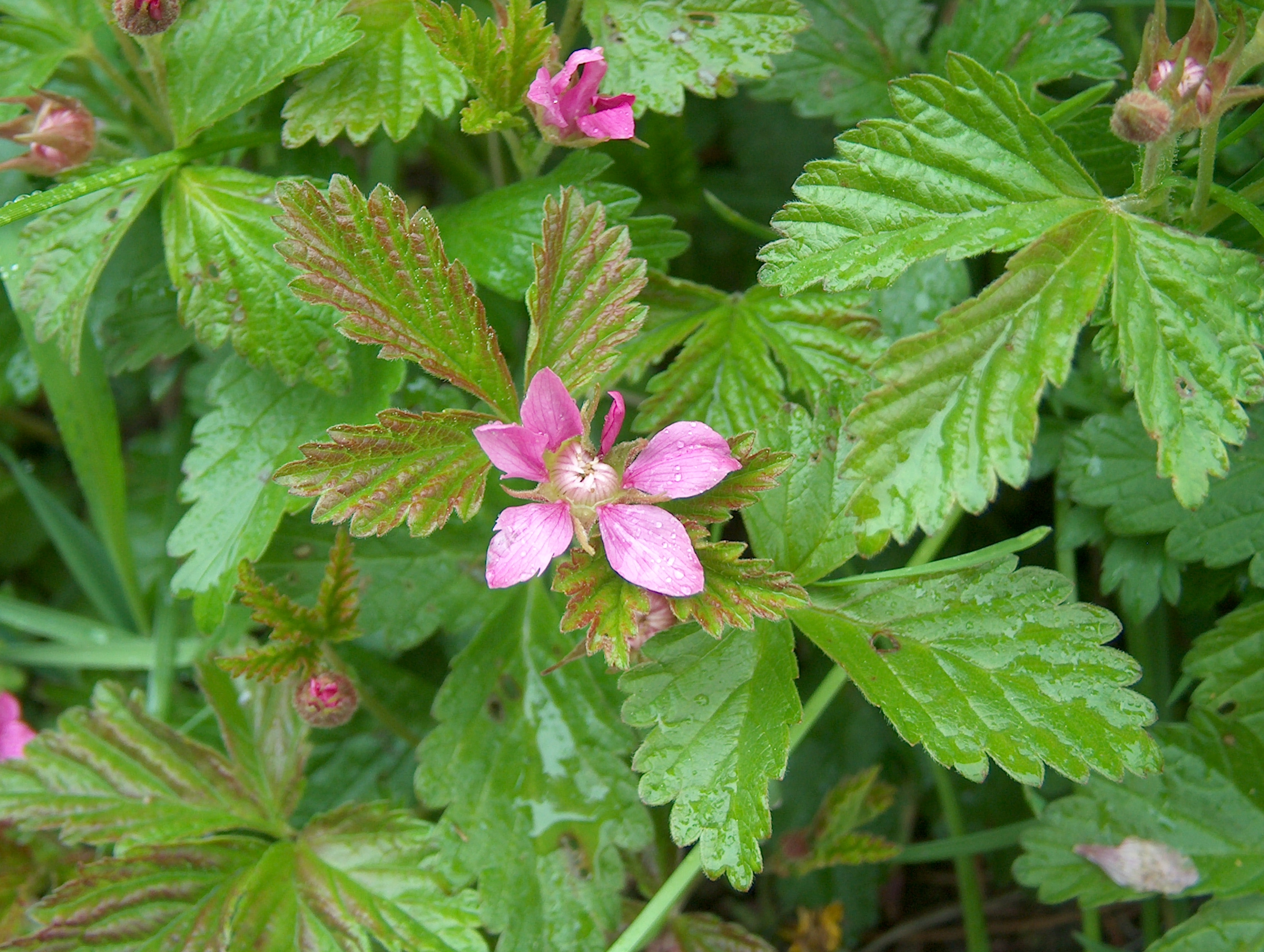
Квітка
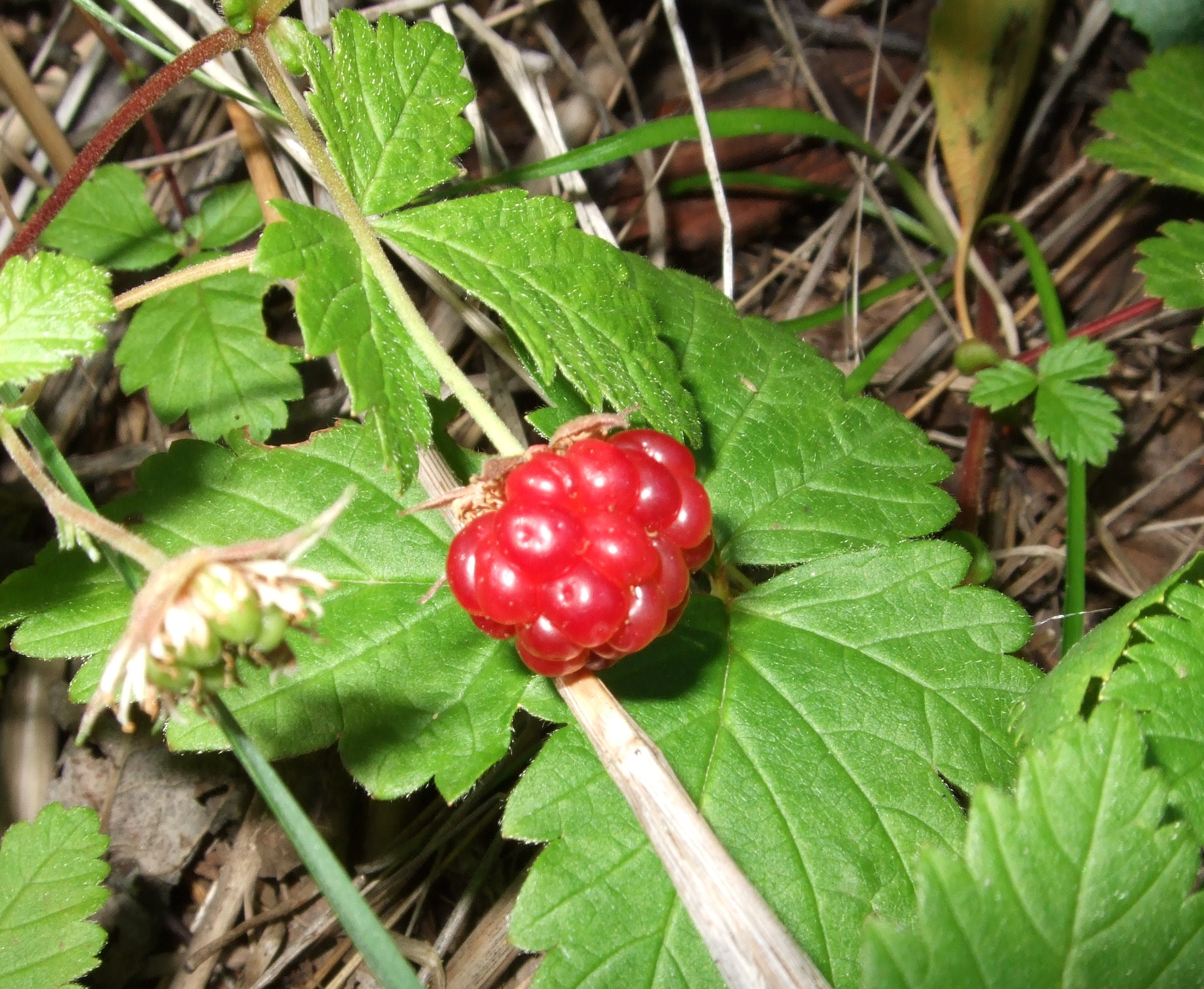
Плід